# 劉玉民
劉 玉民（りゅう ぎょくみん、1951年2月—）は、中華人民共和国の軍人、小説家。代表作に小説『騷動之秋』。国務院からの特別政府手当てを受けている。政府から中国国家一級作家に認定されている。中国作家協会会員。中国書法家協会会員。現職は山東省文聯副主席。

## 略歴
原籍は山東省栄成市で、1951年に山東省済南市の農民家庭に生まれた。彼の父親は早くて死んだ。彼の母は文化大革命で死んだ。中学卒業後、彼は人民公社に働いている。
1970年、中国人民解放軍に入隊。
1971年に執筆活動を開始しました。
1971年—1981年、済南軍区に配属される。
1982年、済南市文聯に転職。
1990年、中国作家協会に入会。

## 作品

### 長篇小説
- 『騷動之秋』、人民文学出版社、1991年
- 『羊角号』、人民文学出版社、1996年
- 『過龍兵』、人民文学出版社、2006年
- 『八仙東游記』、山東文芸出版社、1985年

### 報告文学
- 『東方奇人伝』、人民文学出版社、1991年
- 『都市之夢』、人民文学出版社、1994年
- 『大特区風情録』

### 劇本
- 『呼喚陽光』
- 『四个女人一台戲』
- 『黄河之水天上来』、済南出版社、2001年

### 散文集
- 『愛你生命的每一天』、江蘇文芸出版社、2009年

### 詩歌
- 『山東竹枝詞』、山東文芸出版社、2010年

## 受賞
1997年、『騷動之秋』、第四回茅盾文学賞。